# 盧布林地區奧波萊

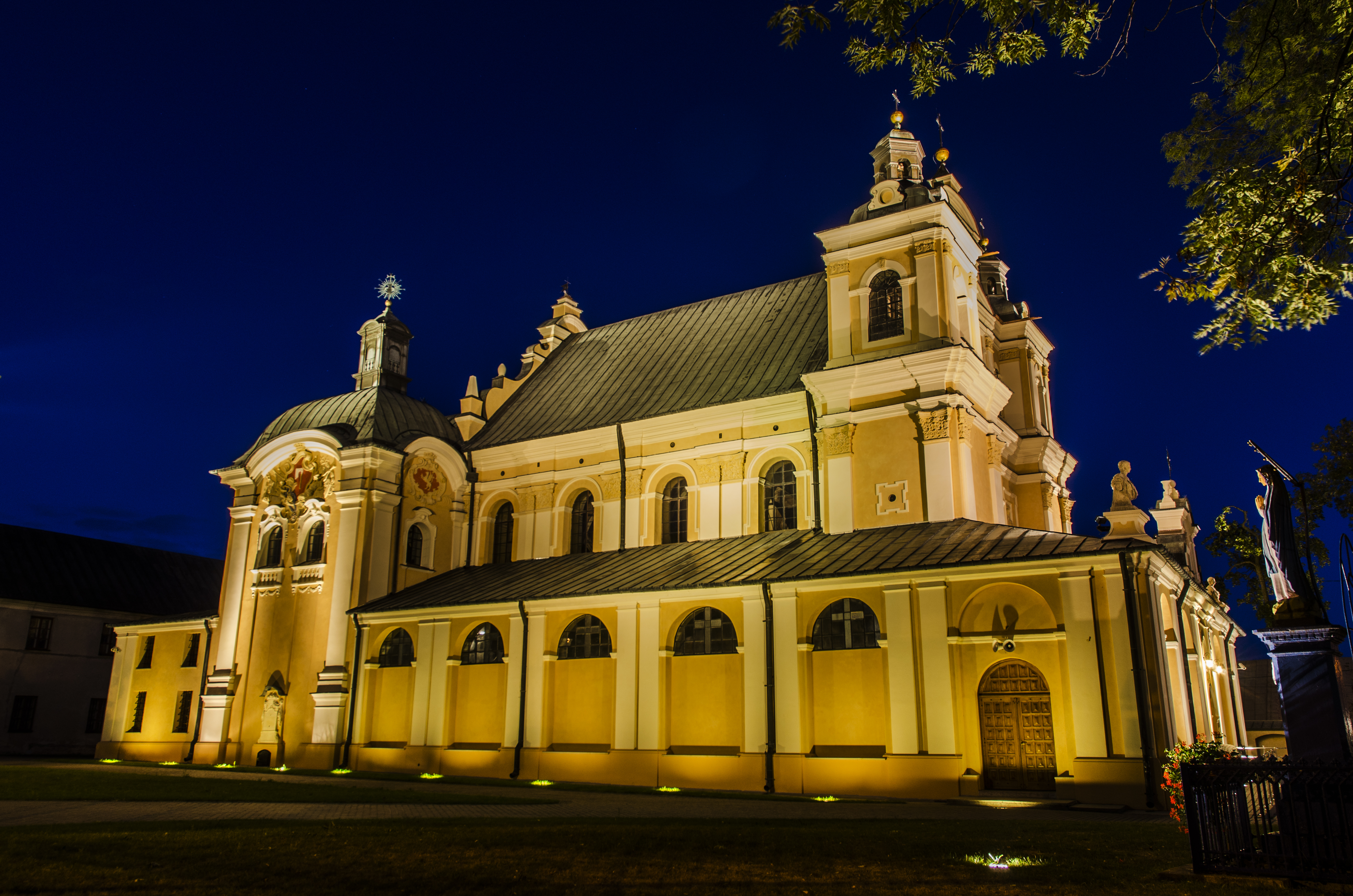
主教堂

51°9′N 21°58′E / 51.150°N 21.967°E
盧布林地區奧波萊（波蘭語：Opole Lubelskie）是波蘭的城鎮，位於該國東部盧布林省，是盧布林地區奧波萊縣的首府。面積15.12平方公里，2024年人口7,864，人口密度每平方公里520人 。